# علیجان (ایغدیر)
علیجان (به ترکی استانبولی: Alican) یک منطقهٔ مسکونی و ناحیه مرزی در ترکیه است که در قراقویونلو (ایغدیر) واقع شده‌است. علیجان ۱٬۴۷۳ نفر جمعیت دارد.